# Acacia sarcophylla
Acacia sarcophylla är en ärtväxtart som beskrevs av Emilio Chiovenda. Acacia sarcophylla ingår i släktet akacior, och familjen ärtväxter. IUCN kategoriserar arten globalt som nära hotad. Inga underarter finns listade i Catalogue of Life.